# Squirrel Media
Squirrel Media es un grupo empresarial tecnológico y de medios con sede en Madrid, España, propiedad de Squirrel Capital. Fue fundado en 2006 como Vértice 360, opera globalmente en las áreas de publicidad, medios de comunicación, creación y distribución de contenidos audiovisuales y servicios tecnológicos (TMT).

## Historia
La empresa fue fundada en octubre de 2006 como Vértice 360 a partir de la integración de activos como Telson, Videoreport, Manga Films, Telespan y Notro Films. En sus primeros años, se especializó en la producción y distribución audiovisual. Sin embargo, enfrentó problemas financieros y entró en proceso de insolvencia.
En 2016, Squirrel Capital adquirió un 25% de la compañía y logró reflotarla. En un año, la empresa salió de la quiebra, volvió a cotizar en la Bolsa de Madrid y firmó contratos de distribución con productoras nacionales e internacionales.
En septiembre de 2021, Vértice 360 fue renombrada como Squirrel Media. Bajo esta nueva marca, amplió su cartera de adquisiciones, incluyendo:
- Grupo Ganga, conocido por la serie Cuéntame cómo pasó.[4][5][6]
- La Comercial, productora de Madrileños por el mundo.[7]
- BF Distribution, una importante distribuidora de cine en Latinoamérica.[8]
- La plataforma OTT CanalDeporte.
- La firma de animación Mondo TV Studios.[9][10][11]

El 29 de noviembre de 2021, Squirrel Media anunció su intención de comprar la participación del 55% de Vocento por 18 millones de euros en la Sociedad Gestora de Televisión Net TV. Semanas después, el 22 de diciembre de 2021, anunció su intención de adquirir el 20% de The Walt Disney Company Iberia. Estas adquisiciones se hicieron efectivas el 31 de enero de 2022 tras la aprobación de los organismos reguladores. Como resultado, Squirrel Media pasó a ser accionista mayoritario de la Sociedad Gestora de Televisión Net TV con un 75%, convirtiéndose en el tercer operador nacional privado de televisión en España, por detrás de Atresmedia y Mediaset España.
En 2024, Squirrel Media adquirió IKI Group, un grupo publicitario en España, y Design Thinking Sweden, además de la empresa británica The Hook, fortaleciendo su presencia internacional en los sectores audiovisual y publicitario.
El 7 de enero de 2025, Squirrel Media lanzó Squirrel, un canal de televisión en abierto en la TDT española, que reemplazó a Disney Channel. El canal está enfocado en ofrecer producciones cinematográficas.

## Áreas de negocio
Squirrel Media se estructura en cuatro unidades de negocio principales:
- Publicidad: Ofrece soluciones integrales de marketing y publicidad a nivel internacional.
- Contenido: Creación y distribución de contenidos audiovisuales, incluyendo series y películas.
- Medios: Gestión de canales de comunicación y medios de difusión. En radio y televisión, cuenta con los canales Squirrel (es dueña del 75 % de Net TV), BOM Cine, BOM Radio, BOM Channel, Horse TV, Nautical Channel y CanalDeporte.
- Tecnología: Servicios tecnológicos especializados para el sector de los medios.

## Presencia internacional
Squirrel Media opera en más de 30 países, destacándose como líder en la creación y distribución de contenido en español, portugués e italiano.